# D. M. Jayaratne
Disanayaka Mudiyanselage Jayaratne (singalesiska: දිසානායක මුදියන්සේලාගේ ජයරත්න, tamil: திசாநாயக்க முதியன்சேலாகே ஜயரத்ன), känd som D. M. ”Di Mu” Jayaratne, född 4 juni 1931,, död den 19 november 2019, var en lankesisk politiker och Sri Lankas 20:e premiärminister. Jayaratne, som var med och bildade Sri Lankas frihetsparti, var en av de första att väljas till parlamentet 1970. Han var premiärminister från 21 april 2010 till 9 januari 2015.